# Урисиу де Сус (Муреш)
Урисиу де Сус (рум. Urisiu de Sus) насеље је у Румунији у округу Муреш у општини Кихеру Де Жос. Oпштина се налази на надморској висини од 467 m.

## Становништво
Према подацима из 2002. године у насељу је живело 516 становника.

### Попис2002.
| Расподела становништва по националности 2002.‍ | Расподела становништва по националности 2002.‍ | Расподела становништва по националности 2002.‍ | Расподела становништва по националности 2002.‍ | Расподела становништва по националности 2002.‍ |
| --------------------------------------------- | --------------------------------------------- | --------------------------------------------- | --------------------------------------------- | --------------------------------------------- |
|                                               |                                               |                                               |                                               |                                               |
| Румуни                                        | Румуни                                        |                                               | 479                                           | 93,4%                                         |
| Роми                                          | Роми                                          |                                               | 34                                            | 6,6%                                          |